# 체계적 원소 이름
체계적 원소 이름(영어: systematic element name) 또는 계통적 원소명(系統的元素名)은 화학에서  아직 발견되지 않았거나 발견되었으나 아직 이름이 결정되지 않은 원소를 논문 등에서 가리키기 위하여 임시로 붙이는 이름이다. 이 체계는 원소의 원자 번호를 바탕으로 하며, 국제 순수·응용 화학 연합(IUPAC)에서 결정하였다.

## 규칙
| 자리 | 이름 토막 | 기호 토막 |
| ---- | --------- | --------- |
| 0    | nil       | n         |
| 1    | un        | u         |
| 2    | b(i)      | b         |
| 3    | tr(i)     | t         |
| 4    | quad      | q         |
| 5    | pent      | p         |
| 6    | hex       | h         |
| 7    | sept      | s         |
| 8    | oct       | o         |
| 9    | en(n)     | e         |

어떤 원소의 체계적 원소 이름은 원자 번호를 십진법으로 표기한 각 자리를 표에 따라 해당하는 이름 토막으로 바꾸고 뒤에 -ium을 붙여 이은 것이다. 이름 토막의 어원은 라틴어와 그리스어에서 왔는데, 두 언어를 함께 쓴 이유는 모든 이름 토막이 서로 다른 글자로 시작되게 (따라서 기호 토막이 중복되지 않게) 하기 위함이다. 다만 글자가 중복되어 이상하게 보이는 이름을 피하기 위하여 다음 두 법칙이 적용된다.
- 마지막 자리가 2(-bi-)거나 3(-tri-)이면 원소 이름은 -biium이나 -triium이 아닌 -bium이나 -trium으로 끝난다.
- 숫자에서 -90-이라는 자리들이 연달아 있으면 원소 이름은 -ennnil-이 아닌 -ennil-이 된다.

해당 원소 이름에 대응되는 원소 기호는 단순히 각 토막의 맨 첫 글자를 딴 뒤 그 중 맨 첫 글자를 대문자로 바꾼 것이다. 이 규칙이 제정되던 당시에는 110번까지 (2021년 기준으로는 118번까지)의 모든 원소가 이름을 부여받았기 때문에, 체계적 원소 이름은 사실상 세 글자 이상으로 이루어져 있다고 생각할 수 있다. 왜냐하면 존재 가능성이 거의 없지만 1000번대 이상, 다섯 자리 이상의 원소 이름도 얼마든지 만들어 낼 수 있기 때문이다. 따라서 이 규칙들을 모두 적용한다면 자릿수가 무수히 많은 원소의 이름도 제작 가능하다.(참고로, 1글자나, 2글자 원소기호(118번까지의 모든 원소들)도 이 체계적 원소 이름으로 나타낼 수 있다. 예를 들어, 터븀은 65번이므로, Terbium 대신 Hexpentium이라는 이름도 사용 가능하고, Hp라는 원소 기호도 사용 가능하다. 또, 한국어로는 헥스펜튬이라는 원소 이름도 쓸 수 있다.)
하지만 137번과 155번 원소는 각각 파인마늄과 카자늄으로 불리기도한다.

## 원소 이름 예시
즉, 이 규칙을 적용하면 다음과 같이 체계적 원소 이름을 적용할 수 있다.
1. 119번 원소: un + un + enn + ium = 우누넨늄(Ununennium, Uue)
2. 120번 원소: un + bi + nil + ium = 운비닐륨(Unbinilium, Ubn)
3. 123번 원소: un + bi + tri + ium = 운비트륨(Unbitrium, Ubt)
4. 208번 원소: bi + nil + oct + ium = 비닐옥튬(Biniloctium, Bno)
5. 457번 원소: quad + pent + sept + ium = 쿼드펜트셉튬(Quadpentseptium, Qps)
6. 888번 원소: oct + oct + oct + ium = 옥톡톡튬(Octoctoctium, Ooo)
7. 1583번 원소: un + pent + oct + tri + ium = 운펜톡트트륨(Unpentocttrium, Upot)
8. 7203번 원소: sept + bi + nil + tri + ium = 셉트비닐트륨(Septbiniltrium, Sbnt)
9. 24982번 원소: bi + quad + enn + oct + bi + ium = 비쿼드엔녹트븀(Biquadennoctbium, Bqeob)
10. 352859번 원소: tri + pent + bi + oct + pent + enn + ium = 트리펜트비옥트펜텐늄(Tripentbioctpentennium, Tpbope)
11. 462802번 원소: quad + hex + bi + oct + nil + bi + ium = 쿼드헥스비옥트닐븀(Quadhexbioctnilbium, Qhbonb)
12. 769855번 원소: sept + hex + enn + oct + pent + pent + ium = 셉트헥스엔녹트펜트펜튬(Septhexennoctpentpentium, Sheopp)
13. 8238483번 원소: oct + bi + tri + oct + quad + oct + tri + ium = 옥트비트리옥트쿼드옥트트륨(Octbitrioctquadocttrium, Obtoqot)
14. 44444444번 원소: quad + quad + quad + quad + quad + quad + quad + quad + ium = 쿼드쿼드쿼드쿼드쿼드쿼드쿼드쿼듐(Quadquadquadquadquadquadquadquadium, Qqqqqqqq)

## 장점
숫자에 해당하는 것(접사)만 찾아서 더하고 ium만 붙이면 되므로 편리하다.

## 단점
뒤에 0이 계속 있는 숫자(예시:1000) 같은 경우는 0이 nil이므로 1000번 원소면 unnilnilnilium(운닐닐닐륨)인데 발음이 어렵다. 체계적 원소 이름은 이것이 단점이다.

## 같이 보기
- 멘델레예프가 예측한 원소들